# إدي ميلر (لاعب كرة قدم أسترالية)
إدي ميلر (بالإنجليزية: Eddie Millar)‏ هو لاعب كرة قدم أسترالية أسترالي، ولد في 24 يونيو 1938.

## وصلات خارجية
- إدي ميلر على موقع AustralianFootball.com (الإنجليزية)
- إدي ميلر على موقع AFLtables.com (الإنجليزية)